# Remigiodes turlini
Remigiodes turlini là một loài bướm đêm trong họ Noctuidae.